# Bandera de la Guinea Equatorial
La bandera de la Guinea Equatorial fou adoptada el 21 d'agost del 1979.

## Descripció
Es compon de tres bandes horitzontals, verda, blanca i vermella, a més d'un triangle al costat del pal, a l'esquerra quan se la mira. El blau evoca l'oceà Atlàntic, el verd els boscos tropicals, el vermell la sang vessada per la independència i el blanc la pau. Està decorada amb l'escut estatal a la banda blanca, que representa un capoquer, l'arbre tradicional de la regió, sobre un fons gris, coronat per sis estrelles grogues que simbolitzen el territori continental i les cinc illes que integren l'estat. A sota l'escut el lema nacional en castellà: Unidad, Paz, Justicia ('unitat, pau, justícia').

## Història
Va onejar per primera vegada durant la independència, el 12 d'octubre de 1968, amb l'emblema nacional al centre. El 1973, sota la dictadura de Francisco Macías Nguema, l'escut fou retirat de la bandera. Sota el govern de Nguema, l'escut constava de diverses eines, una espasa i un gall. El lema nacional modificat Trabajo (treball) i Unidad, Paz, Justicia (Unitat, Pau, Justícia) es va escriure en dues franges. Les armes consisteixen en un escut de plata amb un arbre de cotó de seda, o Ceiba en la llengua local. A sobre de l'escut hi ha un arc de 6 estrelles grogues de sis puntes, que representen Rio Muni i les illes de la costa. Sota l'escut hi ha un rotllo de plata amb el lema nacional, Unidad, Paz, Justicia ("Unitat, Pau, Justícia"). Es considera que sota un arbre de seda i cotó es va signar un tractat entre Espanya i un governant local que va marcar l'inici del domini colonial. L'actual va ser reinstaurada l'11 d'agost de 1979.

## Galeria de banderes

Primera bandera (1968–73).
Segona bandera durant Nguema (1973–79).
Bandera durant la colonització espanyola.